# بطولة العالم لسباق الدراجات على الطريق 1921
بطولة العالم لسباق الدراجات على الطريق 1921 هي الدورة ال1 من بطولة العالم لسباق الدراجات على الطريق، أجريت في كوبنهاغن، الدنمارك.